# كريسي كريسي
كريسي كريسي (بالإنجليزية: Krissy Krissy)‏ هي مغنية أمريكية، ولدت في 24 سبتمبر 1988 في كاليفورنيا في الولايات المتحدة.

## وصلات خارجية
- كريسي كريسي على موقع ميوزك برينز (الإنجليزية)
- الموقع الرسمي